# E・H・シェパード
アーネスト・ハワード・シェパード（Ernest Howard Shepard, 1879年12月10日 - 1976年3月24日）はイギリスの挿絵画家、イラストレーター。「クマのプーさん」や「たのしい川べ」の挿絵で知られる。娘のメアリー・シェパードも挿絵画家。

## 経歴
ロンドン生まれ、父は建築家。生地は『くまのプーさん』の作者A・A・ミルンのすぐ近くだった。父には絵の才能があり、また母方の祖父も著名な水彩画家だった。彼が早くから画才を見せたため、父は彼が画家として身を立てる事を期待していたという。しかし、その期待とは裏腹に、“冒険の出来そうな大人”という事で、本人は軍人に憧れ、戦争の絵ばかり描いていたという。
10歳の時に、長く臥せっていた母を亡くす。この出来事は大きな衝撃だったが、結果的に彼を画家へ進ませる事になった。母の死後、一家は父親が色々な理由から経済的に困窮していた事もあり、未婚の叔母達の世話にならざるを得なかった。そして厳格な伯母達の下で暮らしたこの時期はあまり幸せではなかったらしい。やがて父親は自分達だけで暮らそうと決意する。一家はハマースミスに移転。
15歳の時、叔父が校長をしていたセント・ポール校に入学。最終学年当時の週末にはへザリー美術学校に通い、王立美術院へ進む決意を固めていたという。1897年に進学。3つの奨学金を受ける優秀な学生だったと言われる。
王立美術院で学んでいる時に、フローレンス・チャップリンという3歳年上の女子学生と知り合う。彼女の祖父は画家にして彫刻家、雑誌「パンチ」の創始者の一人、エブネイザー・ランデルズだった。二人は家族ぐるみでの交際を始め、やがて愛し合うようになる。在学中から雑誌の仕事を開始。ミルンと同様に「パンチ」に作品を載せる事が目標だった。
1902年、父が病没。治療費が嵩んだため、ほぼ無一文に。その2年後、フローレンスと婚約、発表の2ヶ月後に結婚する。
仕事の方では1906年から雑誌の表紙や挿絵を描き、また学生時代からの夢がついに叶い、1907年には｢パンチ」の風刺漫画を描き続けた。第一次世界大戦の際には陸軍砲兵隊に志願、大尉にまでなる。1919年に帰還、1921年からは｢パンチ」の編集に携わり、多岐にわたって1953年まで貢献する事になる。
1927年、妻フローレンス没。フローレンスの助けが励みになっていた彼には大きな痛手だった。仕事に没頭する事で悲しみを忘れようとする。「くまのプーさん」の挿絵の仕事がちょうどこの頃である。のちに再婚。
1976年没。96歳。訃報は日本でも報じられている。美術界への貢献により英国政府より叙勲。